# Springfield Files
(Waylon Smithers)
Springfield Files è un episodio della serie animata I Simpson appartenente all'ottava stagione. La puntata è andata in onda per la prima volta il 12 gennaio 1997 negli Stati Uniti, sul canale televisivo Fox mentre in Italia su Italia 1 il 22 febbraio 1998.
L'episodio risulta essere una parodia del famoso telefilm X-Files e vi partecipano come guest star anche gli attori Gillian Anderson e David Duchovny, nei panni rispettivamente degli agenti Dana Scully e Fox Mulder. Vi è inoltre la partecipazione dell'attore Leonard Nimoy, celebre per aver interpretato il signor Spock nella serie televisiva Star Trek, nei panni di se stesso.
La trama è incentrata su uno strano incontro che ha Homer Simpson con un presunto extraterrestre e che suscita l'interesse della popolazione di Springfield. Sul caso indagherà anche l'F.B.I. grazie agli agenti Scully e Mulder.
La sceneggiatura è a opera di Reid Harrison mentre per la regia è affidata a Steven Dean Moore, alla sua quinta prova con I Simpson.

## Trama
Un venerdì sera, dopo aver passato un'intera giornata a bere da Boe, Homer è costretto a tornare a casa a piedi. Passando per il parco di Springfield, Homer vede una strana figura verde luminosa e, pensando che sia un alieno, scappa a casa; ma, poiché era ubriaco, nessuno della famiglia e della città gli crede. Gli agenti Fox Mulder e Dana Scully dell'FBI, dopo aver saputo dell'avvistamento di Homer, giungono a Springfield per sottoporlo ad alcuni esperimenti riguardo alla sua lucidità, ma ottengono scarsi risultati. Vedendo il padre abbattuto, Bart decide di accompagnarlo il venerdì seguente per dimostrare l'esistenza dell'alieno. Dopo aver passato la notte insieme, l'alieno ricompare, dicendo di portare pace e amore, e Bart riesce a filmarlo con la videocamera. Tutta la città decide allora di recarsi nel parco il venerdì successivo per dare il benvenuto all'alieno, ma quando lo vedono arrivare decidono di abbatterlo. Lisa mostra allora a tutti che l'alieno è il signor Burns e Smithers spiega che ogni venerdì Burns fa delle operazioni che ritardano la morte di una settimana e, frastornato da ciò, Burns esce in giro nel parco delirante. Lo stesso Burns, da poco tornato in sé, spiega che ha una fosforescenza verde per aver trascorso la vita nella centrale nucleare. Burns decide di vendicarsi, ma gli viene somministrata un'altra dose di anestetico che gli fa di nuovo perdere la ragione. Tutta la città allora forma un cerchio e inizia a cantare.

## Sigla
- Gag del divano: I Simpson arrivano volando con dei jetpack.
- Frase alla lavagna: La verità non è là fuori.

## Errori
Nel doppiaggio italiano è stato commesso un errore piuttosto grossolano. Quando i cittadini di Springfield pongono domande sull'alieno a Homer, il dottor Julius Hibbert gli chiede se esso sia una forma di vita a base di carbonio o di silicio (Is the alien carbon-based or silicon-based?). In inglese carbon indica il carbonio e silicon il silicio, ma in italiano sono stati erroneamente tradotti in "carbone" e "silicone"; la domanda è dunque diventata: "L'alieno è a base di carbone o di silicone?". Nel doppiaggio tedesco il primo è stato correttamente tradotto con Kohlenstoff (carbonio) mentre il secondo, commettendo un errore analogo, con Silicon (silicone) invece che Silizium (silicio).